# Peyriac-de-Mer
Peyriac-de-Mer (okzitanisch Peiriac de Mar oder Peiriac de la Sal) ist eine Gemeinde mit 1191 Einwohnern (Stand 1. Januar 2022) in Frankreich. Sie liegt im Département Aude in der Region Okzitanien. Peyriac-de-Mer ist Teil des Gemeindeverbands Le Grand Narbonne und liegt in der Landschaft Corbières maritimes.
Die Einwohner der Gemeinde heißen Peyriacois.
Die Gemeinde liegt im Regionalen Naturpark Narbonnaise en Méditerranée. Der okzitanische Name Peiriac de la Sal rührt von der Salzgewinnung her, die seit der Antike hier betrieben wurde, wie aus einer römischen Grabinschrift hervorgeht.

## Bevölkerung
| Jahr      | 1962 | 1968 | 1975 | 1982 | 1990 | 1999 | 2007  | 2016  |
| --------- | ---- | ---- | ---- | ---- | ---- | ---- | ----- | ----- |
| Einwohner | 823  | 829  | 765  | 727  | 822  | 828  | 1.025 | 1.113 |

## Weinbau
Ein Teil der landwirtschaftlichen Flächen dient dem Weinbau und die Weinberge liegen innerhalb der geschützten Herkunftsbezeichnung Corbières. Darüber hinaus dürfen die Weine unter dem Namen der Landweine Vin de Pays des Coteaux du Littoral Audois sowie Vin de Pays d’Oc vermarktet werden.